# Bicentenario (estación)
La estación intermedia Bicentenario forma parte del sistema de transporte masivo de Bogotá, TransMilenio, inaugurado en el año 2000.

## Ubicación
Está ubicada en el centro de la ciudad, sobre la Avenida Fernando Mazuera entre calles 6 y 3. Se accede a ella mediante un puente peatonal que la conecta con la plataforma de donde salen los servicios zonales; y también tiene una entrada sencilla para peatones ubicada en el nivel intermedio de la intersección de la Av.Carrera 10 con la Calle 6. En este lugar también se encuentra una plazoleta con el tótem de la estación.
Atiende la demanda de los barrios San Bernardo, Santa Bárbara, Centro Administrativo, Santa Inés y sus alrededores.
En sus cercanías están la sede del Batallón Guardia Presidencial, el Palacio de Nariño, el Parque Tercer Milenio, la Vicepresidencia de la República y el Instituto Educativo Distrital José Uribe.

## Origen del nombre
La estación recibe su nombre de la celebración, en 2010, de los 200 años de independencia de Colombia. Es, junto con «21 Ángeles», una de las estaciones del sistema cuyo nombre no hace referencia a un sitio, dirección o punto geográfico cercano.

## Historia
Esta estación hace parte de la Fase III de TransMilenio que empezó a construirse a finales de 2009 y, después de varias demoras relacionadas con casos de corrupción. Su inauguración se realizó el 19 de octubre de 2013.

## Servicios de la estación

### Servicios troncales
| Tipo                                            | Rutas al Norte | Rutas al Occidente | Rutas al Sur |
| ----------------------------------------------- | -------------- | ------------------ | ------------ |
| Ruta fácil                                      | 2              |                    | 2            |
| Expresos todos los días todo el día             | B18 C25 M83    |                    | H83 L18 L25  |
| Expresos lunes a sábado todo el día             |                | K10                | L10          |
| Rutas que finalizan el recorrido en la estación |                |                    |              |
| Expresos lunes a sábado todo el día             | L41            | L41                | L41          |
| Rutas que inician el recorrido en la estación   |                |                    |              |
| Expresos lunes a sábado todo el día             | G41            | G41                | G41          |

### Servicios duales
| Tipo                            | Rutas al Norte | Rutas al Sur |
| ------------------------------- | -------------- | ------------ |
| Dual todos los días todo el día | D81 M82        | L81 L82      |

### Esquema
| Sur →   |         |           |                          |         |
| Calle 6 |         | 15-5      | 14-6                     | 580L813 |
| Puente  |         |           | Plataforma alimentadores |         |
| Puente  |         |           | A821                     | 14-1    |
| Puente  | ← Norte |           |                          |         |
| Puente  |         |           |                          |         |
| Puente  | ← Norte |           |                          |         |
| Puente  |         | 2B18K10   | C25G41M83                | D81M82  |
| Puente  |         | Vagón 3   | Vagón 2                  | Vagón 1 |
| Calle 6 |         | L10L25L41 | L18L82                   | 2H83L81 |
| Sur →   |         |           |                          |         |

### Servicios urbanos
Así mismo funcionan las siguientes rutas urbanas:
- 580 circular al barrio Bosa San Jose
- A821 circular a la estación Universidades
- L813 circular a la estación Avenida 1° De Mayo

### Servicios complementarios
Así mismo funcionan las siguientes rutas complementarias:
- 14-1 circular al barrio Las Cruces.[1]
- 15-5 circular al barrio La María.[2]

### Servicios especiales
Así mismo funcionan las siguientes rutas especiales:
- 14-6 circular a la Laguna El Verjón

### Servicios urbanos
Así mismo funcionan las siguientes rutas urbanas del SITP en los costados externos a la estación, circulando por los carriles de tráfico mixto sobre la Carrera Décima, con posibilidad de trasbordo usando la tarjeta TuLlave:
| Código | Sector                  | Dirección    | Rutas                                                                                    |
| ------ | ----------------------- | ------------ | ---------------------------------------------------------------------------------------- |
| 676A00 | L Estación Bicentenario | AK 10 - CL 4 | 14-1A302A506A522A600A601A618A619A620A702A706A725A805A809A815B907B919C131 C29 T12 T13 T25 |
| 066A00 | L Estación Bicentenario | AK 10 - CL 5 | Sin rutas                                                                                |

## Ubicación geográfica
| Noroeste: A Tercer Milenio | Norte: L San Victorino | Nordeste: La Candelaria |
| Oeste: E Tygua - San José  |                        | Este: La Candelaria     |
| Suroeste: Santa Fe         | Sur: L San Bernardo    | Sureste: Santa Fe       |